# Privadas del Sol
Privadas del Sol es una localidad del estado mexicano de Michoacán. Es parte del municipio de Tarímbaro. Fue fundada el 19 de noviembre de 2003.

## Demografía
| Censo | Población |
| ----- | --------- |
| 2010  | 1105      |
| 2020  | 1225      |